# カタリアツメベ探訪談
『カタリアツメベ探訪談』（カタリアツメベたんぼうだん）は天原ふおんによる漫画作品である。花とゆめ平成11年8･12･17号・ステップ増刊 平成10年1月15日・6月15日・10月15日・平成11年12月1日号へ全7話が掲載された。

## あらすじ
比較的裕福な田舎に暮らす村娘玫伶は地上の話を集める集部のトキと小さい獣人チャロに出会う。玫伶の住む地方では出来のいい子供が金品と引き換えに行方不明になる神隠し頻発していた。次の日玫伶の弟の梢星は神隠しにあってしまう。玫伶は一人で家を飛び出して、不思議な力を使う語集部のトキに弟を探す助けを求める。

## 登場人物
玫伶（メイリン）
主人公、17歳。田舎の村娘だったが、トキと旅をして、自らも語集部（かたりあつめべ）になる事を決心し、トキについて旅をする事になる。
トキ
19歳の集部（あつめべ）。さらわれた玫伶の弟の梢星の救出へ助力したために、語集部に志願する玫伶の世話役、師匠となる。ラトキアの首都プレイヤードの生まれで、天外へ帰化した。トキの母親をすぐに捨てた父親は天狼公のすぐ下の弟。
チャロ
小さい獣人（けものびと）、エルフォア族の常世の者で見た目は手の平サイズの子供だがトキよりも年上である。トキの額の霊仙石は元はチャロの額にあったものであり、それが語集部の力の源となっている。
レンゲ
玫伶の相方となる常世の者。額に付くまでは休眠状態となって石のままでいるが、休眠が不安定になったり、紅真珠によって度々目覚める。
ルーグル
トキの養父。大きい獣人（イスフェイル族）であり、若く見えるが50過ぎ（種族内では若い方）である。語集部だったが失えば死ぬ筈の額の石を失いながらもなぜか生き続けている。
天狼公
妖魔でありながら紅羽の家臣を務める。トキの伯父。
玉梵（ユイファン）
領主が大切に毎日磨いていた金の水差し（蓋付きのティーポットに見える）の精。まだ若いので水がないと人型を保てない。領主から没収された後はルーグルの家に預けられている。
梢星（シャオシン）
玫伶の弟で、「神隠し」にあいそうな位できた子。
玫花（メイホゥア）
玫伶の妹。
セレット
チャロの双子の妹。常世の者ではない。娘がいる。
紅羽
稜の国の女王。まだ12歳の子供であるため後見人に天狼公が就いている。
キリー
地下の町に住む巫女に選ばれた少女。だが巫女になる事に内心おそれを抱く。
キラ
地下の町の神殿の竜の息子。自らの姿を隠し、巫女を神殿へ閉じ込めていた。
アーリー
南国の呪術師。占者が死亡したため代わりに玫伶を占者へ仕立て上げようと画策する。
レイリィ
トキと同様にプレイヤードの娼館で生まれ育った幼馴染。
セラ
ルーグルの相方。いつか老いて死んでいくルーグルを愛してしまったため姿を隠している。

## 用語
語集部（かたりあつめべ）
話や歌をする語部と人々の話を集める集部に分かれる。額の霊仙石はデータを記憶する事ができる他、持ち物や常世の者を収納したり、記憶の映像化、霊仙石より軟らかいものを壊す等の能力を語集部へ与える。
霊仙石（れいせんせき）
語集部の額の石であり、元は常世の者の額にあった、止まった時の結晶。相方となる語集部を見つけた常世の者は額に付くまでは霊仙石となって休眠状態に入る。元々透明だが職種を区別するために色を付け、語部のそれは琥珀色で集部のそれは青白い。
天外（てんがい）
語集部の総本山。進んだ技術を持ち、地上とは違う次元に存在する。
エルフォア族
俗称小さな獣人（けものびと）、手のりサイズでげっ歯類の様な耳と尾、ビロード様の肌を持つ。天外の先住民族で最強の種族の一つ（人間は含まれていない）に数えられる。
イスフェイル族
エルフォア族と人間の混血したもの。
常世の者（とこよのもの）
成長の止まってしまったエルフォア族。止まった時の結晶である霊仙石を人間に預け、互いの意思に適った生き方を全うしなければ再び成長する事はできない。
天狼の羽（てんろうのはね）
妖魔の接近を感知するセンサーとなる。玫伶はこの自分の頭から生える天狼の首へヨーヨーと名づけた。
天狼剣（てんろうけん）
天狼の一族の者が使える内服アイテム。かつてトキが間違って装備して取れなくなってしまった。同作者によるミストルティンの魔法へ登場する神剣ミストルティンを天狼公が取り込んで再構成したものである。
白道雲（はくどううん）
ある場所から見ると月を隠す様にして動いている雲であり、その場所からしか退治できない。これが空一杯に広がると赤い雪を降らせ、地上の水分を奪う。これを退治することのできる天狼剣は現在トキしか使えない。

## 単行本
白泉社　花とゆめコミックス
- 第一巻 ISBN 4592177142　（第1~3話）
- 第二巻 ISBN 4592177584　（第4~最終話）